# Liste der Kulturdenkmale in Kornwestheim

Wappen von Kornwestheim

In der Liste der Kulturdenkmale in Kornwestheim sind alle unbeweglichen Bau- und Kunstdenkmale der Stadt Kornwestheim und verzeichnet, die im „Verzeichnis der unbeweglichen Bau- und Kunstdenkmale und der zu prüfenden Objekte“ des Landesamts für Denkmalpflege Baden-Württemberg verzeichnet sind.
Diese Liste ist nicht rechtsverbindlich. Eine rechtsverbindliche Auskunft ist lediglich auf Anfrage bei der Unteren Denkmalschutzbehörde der Stadt Kornwestheim erhältlich.

## Kulturdenkmale in Kornwestheim
| Bild           | Bezeichnung                                   | Lage | Datierung | Beschreibung | ID |
| -------------- | --------------------------------------------- | --- | --------- | --- | -- |
| Weitere Bilder | Gasthaus zum Adler                            | Adlerstraße 1 (Karte) |           | Geschützt nach § 2 DSchG |    |
| Weitere Bilder | Wohnhaus                                      | Adlerstraße 6 |           | Geschützt nach § 2 DSchG |    |
| Weitere Bilder | Erdgeschoss und Gewölbekeller                 | Adlerstraße 8 |           | Massives Erdgeschoss, Gewölbekeller und Konsolstein mit Maske Geschützt nach § 2 DSchG |    |
|                | Ehemalige Scheune                             | Adlerstraße 14 |           | Geschützt nach § 2 DSchG |    |
| Weitere Bilder | Reste einer Hofanlage                         | Adlerstraße 15 |           | Wohnhaus mit sogenannter Butte Geschützt nach § 2 DSchG |    |
|                | Massive Umfassungswände                       | Adlerstraße 16 |           | Massive Umfassungswände der ehemaligen Zehntscheune Geschützt nach § 2 DSchG |    |
| Weitere Bilder | Wohnhaus                                      | Adlerstraße 17 |           | Geschützt nach § 2 DSchG |    |
| Weitere Bilder | Ehemalige Schmiede                            | Adlerstraße 27 |           | samt Scheune (Sachgesamtheit) Geschützt nach § 2 DSchG |    |
| Weitere Bilder | Katholische Pfarrkirche St. Martin            | Adolfstraße 8 |           | Geschützt nach § 2 DSchG |    |
|                | Wohnhaus                                      | Aldinger Straße 2 |           | Geschützt nach § 2 DSchG |    |
|                | Alter Friedhof                                | Aldinger Straße 6 (Karte) |           | Mit Ummauerung und Tor, 1628 (bezeichnet) angelegt, 1783 und 1966 renoviert. Bis in die 1930er Jahre als Begräbnisplatz genutzt Geschützt nach § 2 DSchG |    |
| Weitere Bilder | Neuer Friedhof                                | Aldinger Straße 27 |           | Friedhofskapelle, Urnenwand, Grabmale (Sachgesamtheit) Geschützt nach § 2 DSchG |    |
| Weitere Bilder | Kriegerdenkmal                                | Aldinger Straße 27 |           | Anlage mit Gräbern, großem Denkmal und verschiedenen Gedenksteinen. Auch an die zivilen Kriegstoten Kornwestheims wird erinnert. Geschützt nach § 2 DSchG |    |
|                | Ehemalige Hammerschmiede                      | Aldinger Straße 120 |           | Mit Werkstatt samt Ausstattung und Zubehör sowie Scheune und Gesindehaus Geschützt nach § 2 DSchG |    |
| Weitere Bilder | Schafhof                                      | Badstraße 12 |           | Geschützt nach § 2 DSchG |    |
| Weitere Bilder | Kasino der Salamanderwerke                    | Bahnhofstraße 74 |           | Geschützt nach § 2 DSchG |    |
|                | Ehemaliger Bahnhof West                       | Bahnhofstraße 85, 87, 89 |           | Geschützt nach § 2 DSchG |    |
| Weitere Bilder | Reihenhäuser                                  | Bolzstraße 89, 91, 93, 95, 97, 99, 101, 103, Ebertstraße 2/1, 4, 6, 8, 10, 12, 14, 16, 18, 20, 22, 24, 26, 28, 30, 32, 34, 36, 38, 40, 42, 44         |           | Reihenhaussiedlung (Sachgesamtheit) Geschützt nach § 2 DSchG |    |
| Weitere Bilder | Gasthaus zur Garbe                            | Holzgrundstraße 30 |           | Geschützt nach § 2 DSchG |    |
| Weitere Bilder | Lehrstellwerk samt Außenanlage                | Jahnstraße 27 (Karte) |           | Geschützt nach § 2 DSchG |    |
| Weitere Bilder | Rathaus mit Wasserturm                        | Jakob-Sigle-Platz 1 (Karte) |           | Geschützt nach § 2 DSchG |    |
| Weitere Bilder | Hofanlage                                     | Kirchstraße 5 |           | (Sachgesamtheit) bestehend aus Wohnhaus, Backhaus, Einfriedung Geschützt nach § 2 DSchG |    |
|                | Wohnhaus                                      | Kirchstraße 8 |           | sog. Junghansenhof Geschützt nach § 2 DSchG |    |
| Weitere Bilder | Wohnhaus                                      | Kirchstraße 9, Adlerstraße 31, 31/1 |           | Geschützt nach § 2 DSchG |    |
| Weitere Bilder | Evangelische Kirche St. Martin                | Kirchstraße 13 (Karte) |           | Geschützt nach § 28 DSchG |    |
|                | Ehemalige Zehntscheuer, heute Gemeindehaus    | Kirchstraße 17 |           | Geschützt nach § 28 DSchG |    |
| Weitere Bilder | Wohnhaus, ehemaliges Herrenhaus des Meuleshof | Kirchstraße 20 |           | Geschützt nach § 2 DSchG |    |
|                | Wohnhaus, ehemaliger Widdumhof                | Kirchstraße 22 |           | |    |
| Weitere Bilder | Ehemaliges Pumpwerk                           | Klingelbrunnen 2 |           | von 1886 mit Nebengebäude Geschützt nach § 2 DSchG |    |
| Weitere Bilder | Wohnhaus                                      | Lammstraße 6 |           | Geschützt nach § 2 DSchG |    |
| Weitere Bilder | Hofanlage                                     | Lange Straße 15, 17 |           | (Sachgesamtheit) Geschützt nach § 2 DSchG |    |
|                | Hofanlage                                     | Lange Straße 39 |           | Anlage ist mit Ausnahme der Scheune abgerissen; siehe Foto Geschützt nach § 2 DSchG |    |
| Weitere Bilder | Gasthof „Zum Löwen“                           | Ludwigsburger Straße 2 |           | Geschützt nach § 2 DSchG |    |
| Weitere Bilder | Hofanlage                                     | Ludwigsburger Straße 8 |           | (Sachgesamtheit) Geschützt nach § 2 DSchG |    |
|                | Ehemaliger Gasthof „Zum Weißen Haus“          | Ludwigsburger Straße 14 |           | Geschützt nach § 2 DSchG |    |
| Weitere Bilder | Villa                                         | Ludwigsburger Straße 23 |           | Von 1907 |    |
|                | Wohnhaus                                      | Ludwigsburger Straße 37 |           | (1906) eines Gehöfts Geschützt nach § 2 DSchG |    |
| Weitere Bilder | Villa                                         | Ludwigstraße 21 |           | Geschützt nach § 2 DSchG |    |
| Weitere Bilder | Inschrifttafel und Scheune                    | Mühlhäuser Straße 2 |           | Geschützt nach § 2 DSchG |    |
|                | Wohnstallhaus, sogenanntes „Haasenhäusle“     | Mühlhäuser Straße 8 |           | Geschützt nach § 2 DSchG |    |
| Weitere Bilder | Hofanlage                                     | Mühlhäuser Straße 28, 30 |           | Wohnhaus und Scheune, spätes 19. Jahrhundert Geschützt nach § 2 DSchG |    |
|                | Steinerne Ruhebank, sogenannte Gruhe          | Oßweiler Weg |           | Geschützt nach § 2 DSchG |    |
| Weitere Bilder | Wohnhaus                                      | Pfarrer-Hahn-Straße 2 |           | Geschützt nach § 2 DSchG |    |
|                | Wohnhaus                                      | Pfarrer-Hahn-Straße 5 |           | Mit ehemaliger Schmiede, 16./17. Jahrhundert. Geschützt nach § 2 DSchG |    |
|                | Reste eines barocken Bauernhauses             | Pfarrer-Hahn-Straße 8 |           | Bestehend aus massivem Erdgeschoss, Gewölbekeller, Rundbogen-Kellerabgang, Ochsenaugen und Wappenstein Geschützt nach § 2 DSchG |    |
|                | Pfarrhaus                                     | Pfarrstraße 7 |           | Samt Waschhaus, Pfarrgarten und Einfriedung (Sachgesamtheit) Geschützt nach § 2 DSchG |    |
|                | Relief                                        | Poststraße 6 |           | Mit Schlangentöter von 1928 Geschützt nach § 2 DSchG |    |
|                | Bahnbetriebswerk                              | Rangierbahnhof 10, 22 |           | Samt Lokomotivschiebebühnen und Stellwerk 4 (Sachgesamtheit) Geschützt nach § 2 DSchG |    |
|                | Stellwerk 7                                   | Rangierbahnhof 63 |           | Geschützt nach § 2 DSchG |    |
|                | Stellwerk 8                                   | Rangierbahnhof 74 |           | Geschützt nach § 2 DSchG |    |
|                | Hauptsignal und Fernsprecher                  | Rangierbahnhof 74 |           | Geschützt nach § 2 DSchG |    |
|                | Stellwerk 10                                  | Rangierbahnhof 80 |           | Geschützt nach § 2 DSchG |    |
|                | Verwaltungsgebäude des Rangierbahnhofs        | Rangierbahnhof 98 |           | Geschützt nach § 2 DSchG |    |
| Weitere Bilder | Sogenannter Kaiserstein                       | Römerhügelweg 30 |           | Geschützt nach § 2 DSchG |    |
|                | Schillerschule                                | Schillerstraße 13 |           | In seiner Gestaltung von der Heimatschutzbewegung geprägter, zweigeschossiger T-förmiger Putzbau mit Walmdach bzw. Mansard-Walmdach, 1908–09 und Erweiterung 1911, nach Plänen eines Ludwigsburger Oberamtsbaumeisters Geschützt nach § 2 DSchG                            |    |
| Weitere Bilder | Basis der Landesvermessung                    | Solitudeallee |           | Basis der Landesvermessung von 1818 bis 1840 – führt durch die Gemarkung von Kornwestheim hindurch bis nach Ludwigsburg Geschützt nach § 2 DSchG |    |
| Weitere Bilder | Salamanderwerke                               | Stammheimer Straße 10, Ebertstraße 47, Goethestraße 2, 4, 6, Max-Levi-Straße 1, 3, 5, Rothschildstraße 3/0, 5/0, 7, Stammheimer Straße 26, 28, 30, 32 |           | Samt Verwaltungsgebäude und Werkssiedlung (Sachgesamtheit) Geschützt nach § 2 DSchG |    |
| Weitere Bilder | Ehemaliger Rebstockhof                        | Stuttgarter Straße 7 |           | Geschützt nach § 2 DSchG |    |
|                | Ruhebank, sogenannte Gruhe                    | „Stuttgarter Straße 43“ (Karte) |           | Die Adresse ist falsch, die Zuordnung ist unklar. Bei Hausnummer 43 steht keine Gruhe, und stand aller Wahrscheinlichkeit nach nie eine – der Standort ist für eine Gruhe völlig untypisch. Der Ruhstein steht vor dem Haus Stuttgarter Str. 102. Geschützt nach § 2 DSchG |    |
| Weitere Bilder | Wasserturm                                    | Westrandstraße 56 |           | Geschützt nach § 2 DSchG |    |